# Urnersee
Jezioro Urner (niem. Urnersee, fr. lac d'Uri) – najdalej na południe i wschód wysunięta część Jeziora Czterech Kantonów w środkowej Szwajcarii. Leży w kantonach Uri i Schwyz.
Powierzchnia jeziora wynosi 26,825 km², a powierzchnia jego zlewni (wraz z jeziorem) 924 km². Maksymalna głębokość wynosi 200 m, a głębokość średnia 133 m. Objętość wody w jeziorze to 3 580 mln m³.
Na stromym zboczu po zachodniej stronie jeziora, w granicach gminy Seelisberg, znajduje się Łąka Rütli, na której w 1291 roku doszło do zawarcia wieczystego związku pomiędzy trzema kantonami: Uri, Schwyz i Unterwalden, co dało podstawę do utworzenia Związku Szwajcarskiego.
W północno-zachodniej części jeziora, przy krańcu półwyspu, na którym leży Seelisberg, wystaje z wody jeziora wysoka na ok. 20 m skała, znana jako Mythenstein (Mityczna Skała) lub Schillerstein (Skała Schillera), upamiętniająca „piewcę Tella”, Fryderyka Schillera.
Na wschodnim brzegu jeziora, u podnóży stromego stoku Axenbergu, między Sisikon a Flüelen, tuż nad wodą, znajduje się Kaplica Wilhelma Tella. Wystawiona została na skalnej płycie, w miejscu, w którym według legendy Wilhelm Tell, przewożony do więzienia, wyskoczył z łodzi i uciekł Gesslerowi.